# Pagodulinae
Pagodulinae — подсемейство хищных морских переднежаберных моллюсков семейства иглянки. Включает как ныне живущие, так и ископаемые роды. До 2012 года входящие в это подсемейство роды включались в подсемейство Trophoninae. Barco et al. (2012) проанализировали филогенетические связи южноокеанских Muricidae, традиционно относимых к Trophoninae, и исследовали различия в строении радулы и пениса у представителей 12 родов. Были найдены доказательства для нового подсемейства Pagodulinae, включающего семь родов, четыре из которых были основаны на молекулярных данных: Pagodula Monterosato, 1884, Trophonella Harasewych & Pastorino, 2010, Xymenopsis Powell, 1951 и Xymene Iredale, 1915. Ещё три рода, Boreotrophon Fischer, 1884, Paratrophon Finlay, 1926 и Trophonopsis Bucquoy & Dautzenberg, 1882, были помещены в новое подсемейство на основании морфологии радулы и пениса.

## Роды
По данным World Register of Marine Species, на январь 2025 года подсемейство включает 19 ныне существующих и 2 вымерших рода:
1. Abyssotrophon Egorov, 1993
2. Actinotrophon Dall, 1902
3. Axymene H. J. Finlay, 1926
4. Boreotrophon P. Fischer, 1884
5. Comptella H. J. Finlay, 1926
6. Enixotrophon Iredale, 1929
7. Lamellitrophon B. A. Marshall & Houart, 2022
8. Nodulotrophon T. Habe & Ki. Ito, 1965
9. Pagodula Monterosato, 1884
10. Paratrophon H. J. Finlay, 1926
11. Paziella Jousseaume, 1880
12. Peritrophon Marwick, 1931 †
13. Poirieria Jousseaume, 1880
14. Terefundus H. J. Finlay, 1926
15. Trophonella Harasewych & Pastorino, 2010
16. Trophonopsis Bucquoy & Dautzenberg, 1882
17. Vesanula H. J. Finlay, 1926 †
18. Xymene Iredale, 1915
19. Xymenella H. J. Finlay, 1926
20. Xymenopsis A. W. B. Powell, 1951
21. Zeatrophon H. J. Finlay, 1926